# 刺圈龙属
刺圈龍（屬名：Spicomellus，意為「带刺的项圈」）是一屬甲龍類恐龍，生存於中侏羅世的岡瓦納大陸。模式種兼唯一種非洲刺圈龍（Spicomellus afer）於2021年由蘇珊娜·梅德曼特等人所描述、發表。其遺骸發現自摩洛哥非斯-梅克內斯大區布勒曼南邊布拉法山區（Boulahfa）的艾默斯群，可能屬於巴柔階的第二層帶（El Mers II Formation）。属名取自拉丁语spica（尖刺）和mellum（一种具有尖刺的狗项圈），意为“带刺的项圈”，种名取自化石发现地非洲。
裝甲類恐龍（尤其是劍龍類）於侏羅紀時期繁盛於勞亞大陸（北半球），但遺骸卻在岡瓦納大陸（南半球）沉積層中非常罕見，但至少某些地方發現過的碎片化石與足跡證實這群動物也曾分布於此。刺圈龍是繼山嶽龍之後第二個發表的北非裝甲類，同時也是全世界已知年代最古老的甲龍類（除了蘇格蘭天空島可能的發現，早於刺圈龍200萬年，但仍不確定到底是劍龍類還甲龍類）。

## 發現與研究
關於正模標本原本在哪裡發現是不得而知，但可以知道的是由梅德曼於2019年在英格蘭劍橋的化石商人手中取得這些化石。模式種非洲刺圈龍（Spicomellus afer）的描述論文蘇珊娜·梅德曼特、莎拉·史燦（Sarah J. Strachan）、綴斯·瓦爾哈許（Driss Ouarhache）、托斯登·曬爾（Torsten M. Scheyer）、艾蜜莉·布朗（Emily E. Brown）、文森·費南德茲（Vincent Fernandez）、澤琳納·喬韓森（Zerina Johanson）、湯瑪斯·瑞雯（Thomas J. Raven）及保羅·巴雷特（Paul M. Barrett）所撰，於2021年9月23日以網路文章形式發表於古生物學期刊《自然生態與演化》。正模標本NHMUK PV R37412是四個肋骨碎片以及與之融合在一塊的真皮棘刺，是刺圈龍的一項獨特特徵；沒有其他已知的脊椎標本。根據組織學切片研究來確認牠屬於甲龍類。2018年曾嘗試重新定位發掘地，但沒有找到額外的化石，不過倒是對地質資訊有了更進一步的了解。

## 描述
雖然刺圈龍是種基礎甲龍類，但正模標本保存下來的皮刺與骨頭融合在一起異常的為其所獨有，已知沒有任何其他脊椎動物有類似的特徵。這樣可能會使動物行動較困難，因為不像其他所有甲龍類的刺都附著於肌肉組織上，刺圈龍的刺是直接與骨頭融合。
確切體型不得而知，但根據另外兩種可能體型相當的侏儸紀中期甲龍類竊肉龍和天池龍來作比較，推測刺圈龍完全成長的身長不超過3公尺。

## 分類
起初梅德曼不確定標本屬於劍龍類還是甲龍類，但2021年的研究確認了牠是甲龍類的基礎物種，並可能與另外唯二已知同時代的竊肉龍與天池龍親緣關係接近。

## 古生態學
在艾默斯群第二層帶（El Mers II Formation），刺圈龍與蜥腳類的馬格里布鯨龍（"Cetiosaurus" mogrebiensis）還有劍龍類的山嶽龍共享棲地。當地掠食者有可能是斑龍類的未定獸腳類，作為刺圈龍的主要威脅。鑒於該地層與陸相圭圖瓦層對應至相同時代，刺圈龍也可能與亞特拉斯龍共存（可能跟艾默斯群的鯨龍是相同動物）。
刺圈龍的發現，顯示裝甲類的兩大分支：劍龍類及甲龍類共存了長達2000萬年，並暗示著後來前者的先滅絕可能是由其他尚未得知的因素所造成。